# Zsolt Varga
Zsolt Varga (Budapest, 9 marzo 1972) è un ex pallanuotista ungherese, vincitore di una medaglia d'oro ai giochi olimpici di Sydney 2000.
Con il Vasutas vinse due campionati ungheresi ed una Coppa d'Ungheria; con il Mladost ha invece alzato al cielo la Coppa delle Coppe, due Coppe di Croazia e un campionato croato, mentre con la Bissolati Cremona una Coppa Italia. Ha disputato anche una finale scudetto con il Posillipo; nel 2007 è nei Sirens nel campionato estivo maltese, e nel 2012 chiude la carriera al Ferencvaros.
Dal 2013 al 2023 ha allenato proprio il Ferencvaros, dove ha vinto quattro campionati ungheresi, cinque Coppe d’Ungheria, due Euro Cup, due Supercoppe LEN e una Coppa dei Campioni. Dal 2022 è il commissario tecnico della nazionale di pallanuoto maschile ungherese.